# دای‌کندی (هزاره)
دای‌کندی یکی از قبایل عمده هزاره‌ها است که در مرکز افغانستان و در ولایت دایکندی و ولسوالی‌های لعل و سرجنگل، فیروزکوه، دولت‌آباد، چارسده و پسابند ولایت غور زندگی می‌کنند. نام ولایت دایکندی از نام همین قبیله گرفته شده است.
دایکندی‌ها به‌طور سنتی بسیار نزدیک با دایزنگی‌ها هستند. زیرمجموعه‌های دایکندی شامل طوایف: عادل بیگ، نور بیگ، عینک، الک، بابلی، بایباق، برات، بابک، چوره، دولت بیگ، دوده، حیدر بیگ، جامی، جاشه، خودی، تاجیک، خوشک، میر هزار، نِکه، چوله کور، ساربان و روشن بیگ و غیره می‌شود.
ولایت دایکندی از قسمت بالایی ولایت ارزگان افغانستان در سال ۲۰۰۴ ایجاد شد. این بخش تقاضای هزاره را برای بازگرداندن زمین شان به آنها برآورده کرد. هزاره‌ها پس از جنگ ارزگان در سال ۱۸۹۳ از ارزگان ریشه کن شدند و قبایل پشتون در سرزمین شان مستقر گردیدند.
ولایت دایکندی از قسمت بالایی ولایت ارزگان افغانستان در سال ۲۰۰۴ ایجاد شد. این بخش تقاضای هزاره را برای بازگرداندن زمین شان به آنها برآورده کرد. هزاره‌ها پس از جنگ ارزگان در سال ۱۸۹۳ از ارزگان ریشه کن شدند و قبایل پشتون در سرزمین شان مستقر گردیدند.

## چهره‌های سرشناس
- دولت بیگ سلطان دایکندی
- حسن سردار
- عنایت خان هزاره
- سرور سرخوش
- داوود سرخوش